# فيليبي بايفا
فيليبي بايفا هو لاعب كرة قدم برتغالي في مركز قلب الدفاع، ولد في 10 مايو 1991 في ألكوشيتشي في البرتغال. لعب مع نادي بيلينينسش.

## وصلات خارجية
- فيليبي بايفا على موقع قاعدة بيانات كرة القدم.إي يو (الإنجليزية)